# Rugby Club I Medicei 2018-2019

## TOP12 2018-19

### Stagione regolare
| Incontro                  | Andata | Ritorno |
| ------------------------- | ------ | ------- |
| I Medicei — Reggio Emilia | 22-25  | 6-10    |
| Calvisano — I Medicei     | 35-10  | 24-11   |
| Fiamme Oro — I Medicei    | 15-14  | 21-27   |
| I Medicei — Valsugana     | 16-3   | 23-13   |
| Rovigo — I Medicei        | 18-20  | 42-23   |
| I Medicei — Viadana       | 10-22  | 21-26   |
| Verona — I Medicei        | 17-33  | 14-30   |
| I Medicei — San Donà      | 20-24  | 12-38   |
| S.S. Lazio — I Medicei    | 30-41  | 35-28   |
| I Medicei — Petrarca      | 14-9   | 20-26   |
| Mogliano — I Medicei      | 3-8    | 0-50    |

#### Risultati della stagione regolare
| Posizione | G  | V  | N | P  | PF  | PS  | DP  | B  | Pt |
| --------- | -- | -- | - | -- | --- | --- | --- | -- | -- |
| 6ª        | 22 | 10 | 0 | 12 | 409 | 450 | -41 | 11 | 51 |

## Coppa Italia 2018-19

### Prima fase

#### Girone 2
| Incontro                  | Andata | Ritorno |
| ------------------------- | ------ | ------- |
| Viadana — I Medicei       | 22-17  | 19-19   |
| I Medicei — S.S. Lazio    | 38-7   | 24-12   |
| I Medicei — Reggio Emilia | 19-13  | 18-21   |

#### Risultati del girone 2
| Posizione | G | V | N | P | PF  | PS | DP  | B | Pt |
| --------- | - | - | - | - | --- | -- | --- | - | -- |
| 2ª        | 6 | 3 | 1 | 2 | 135 | 94 | +41 | 3 | 17 |